# 黑肱 (邾国)
黑肱，春秋时期邾国大夫。
前511年（周敬王九年、鲁昭公三十一年、邾莊公三十年）冬，邾国的黑肱带着滥地逃亡至鲁国。黑肱地位低贱而《春秋》记载他的名字，是由于重视土地之故。《左传》评价说：有时有了名声，反而不如没有名声。带了土地背叛，即使这个人地位低贱，也一定要记载名字，让他的不义之行不能磨灭。齐豹做卫国的司寇，是世袭大夫，做事情不义，就被记载为“盗”。邾国的庶其、莒国的牟夷，邾国的黑肱带着领地逃亡，只是为了谋求生活，不求什么名义，即使地位低贱也必定加以记载，用来惩戒不义，斥责无礼。